# 1057 Ванда
1057 Ванда (енгл. 1057 Wanda) је астероид главног астероидног појаса. Приближан пречник астероида је 40,47 ,
а средња удаљеност астероида од Сунца износи 2,891 астрономских јединица (АЈ).
Инклинација (нагиб) орбите у односу на раван еклиптике је 3,518 степени, а орбитални период износи 1796,025 дана (4,917 године). Ексцентрицитет орбите астероида износи 0,247.
Апсолутна магнитуда астероида износи 10,96 а геометријски албедо 0,044.
Астероид је откривен 16. августа 1925. године.